# Ekeby kyrka, Uppland
Ekeby kyrka är en kyrkobyggnad i Ekeby i Östhammars kommun i Uppland. Den tillhör Ekeby församling i Uppsala stift. Kyrkans äldsta del, sakristian, kan härröra från 1200-talet och var då en del av en enklare träkyrka på platsen. Under tiden ca 1440–1470 ersattes träkyrkan av nuvarande byggnad.

## Kyrkobyggnaden
Kyrkan är en enskeppig salkyrka med rektangulärt långhus och ett rakt korparti. Sakristian är belägen i norr och vapenhuset i söder. Vapenhuset utfördes något senare än kyrkan och dess trädörr kommer från den gamla träkyrkan och är försedd med järnsmide i sen 1200-talsstil. Kyrkan är till större delen uppförd i gråsten, men gavelröstena är i tegel och murarna är putsade. Valven, vilka uppfördes samtidigt med resten av kyrkan, är rikligt försedda med takmålningar med drag av tidig renässans, troligen utförda cirka 1515–1525. Interiören i övrigt är senmedeltida. Under 1700-talet vidgades fönstren och samtidigt kalkades målningarna över. Vid en renovering 1927 återställdes målningarna. Fönstren har under åren förstorats och byggts nya.
Högt belägen i förhållande till kyrkan står klockstapeln som har två klockor. Storklockan är från 1770 och lillklockan från 1869.

## Inventarier
Dopfunten av kalksten är från senare delen av 1200-talet och kan härstamma från den tidigare träkyrkan. Altaruppsatsen tillverkades 1717 i Stockholm av en okänd skulptör. Predikstolen installerades samtidigt med altaruppsatsen.

## Galleri

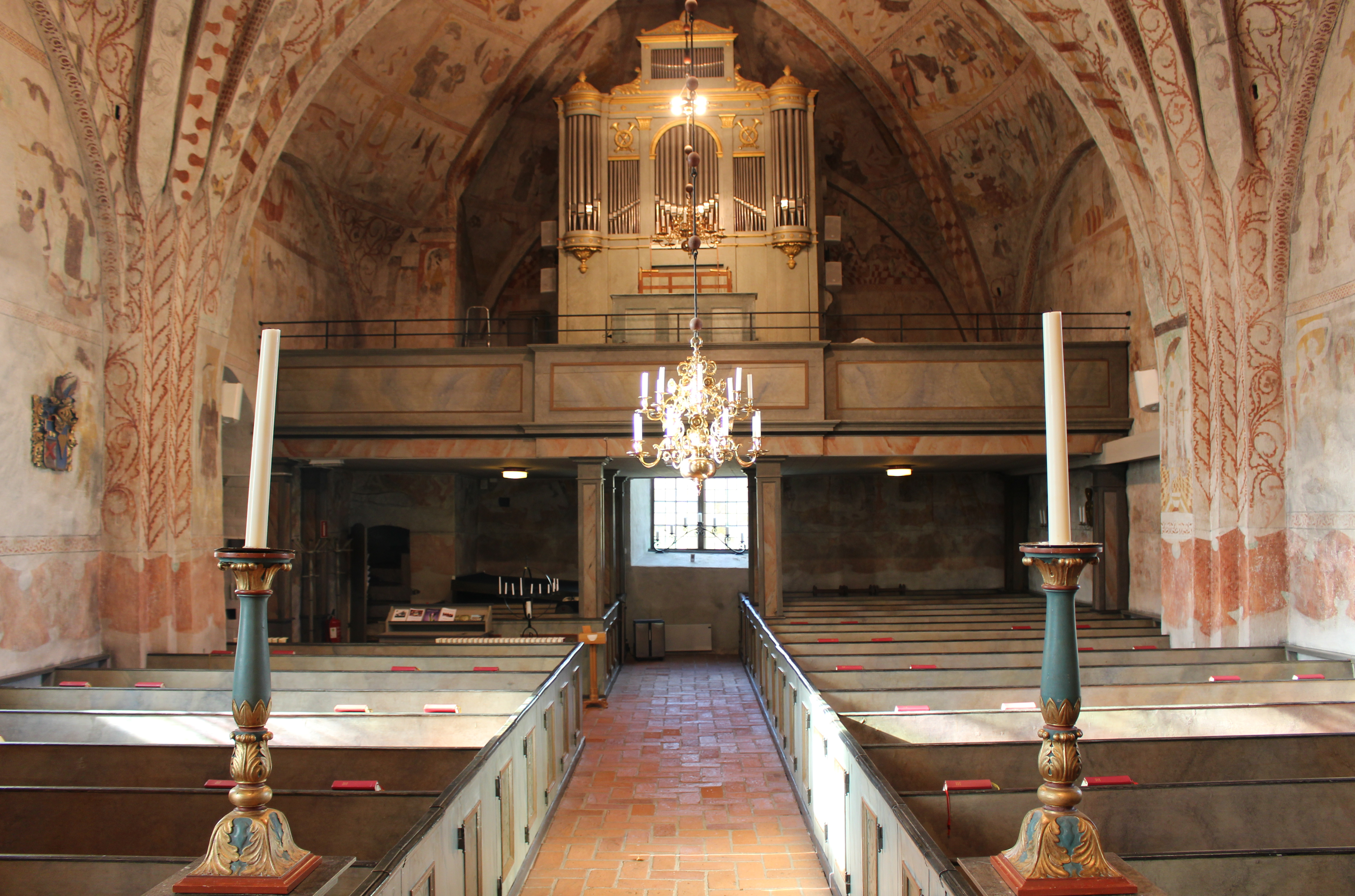
Kyrkorum mot väster
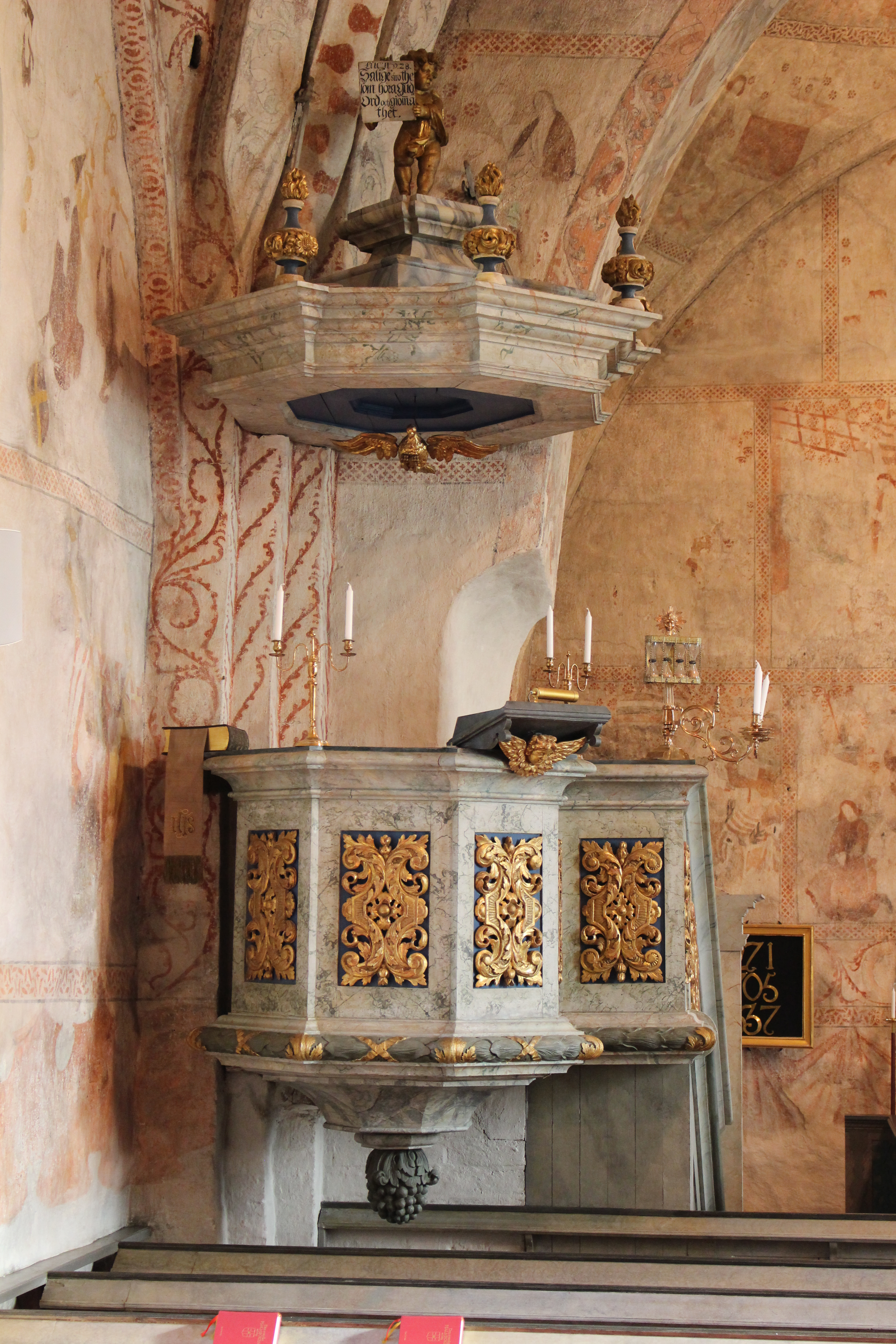
Predikstol
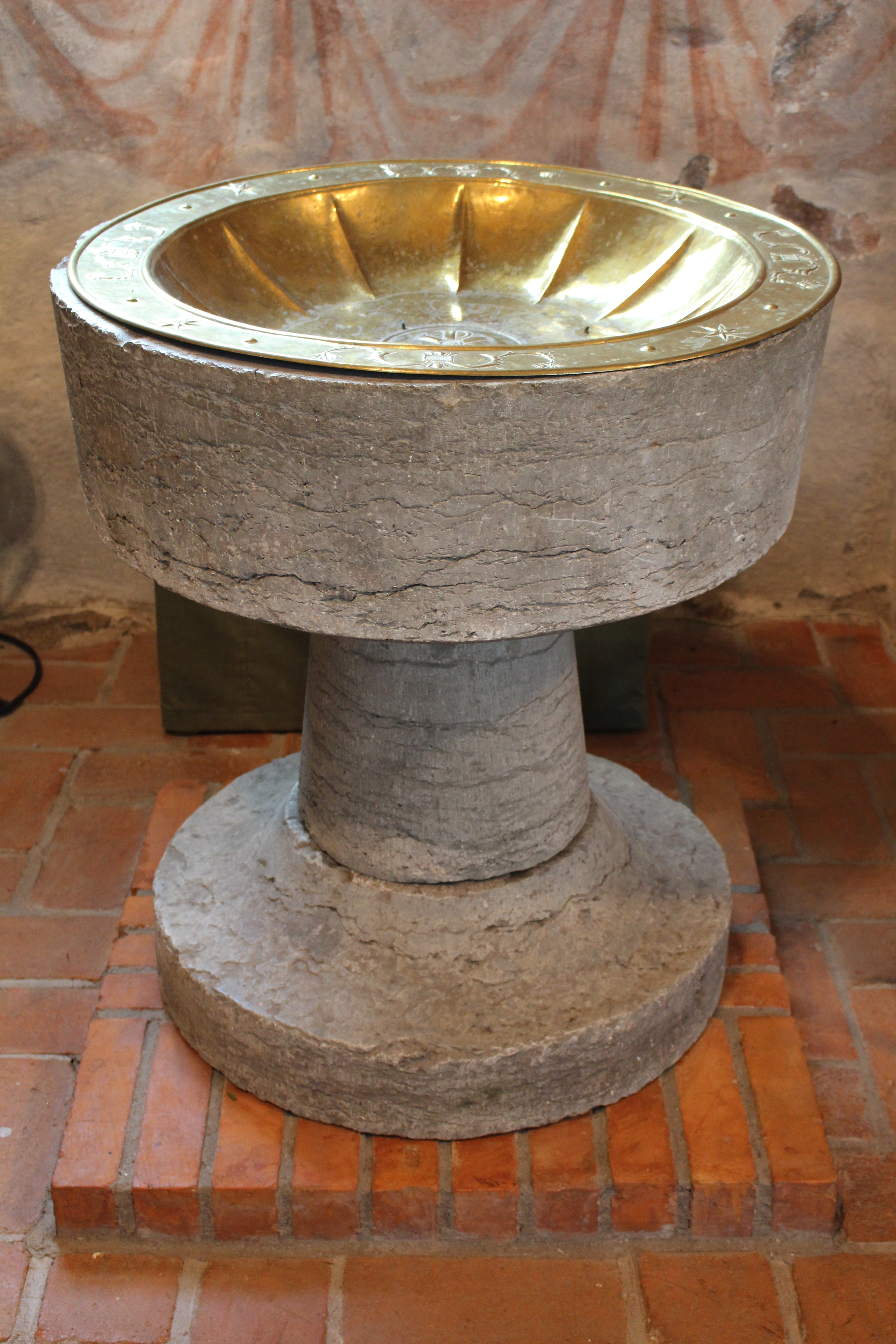
Dopfunt
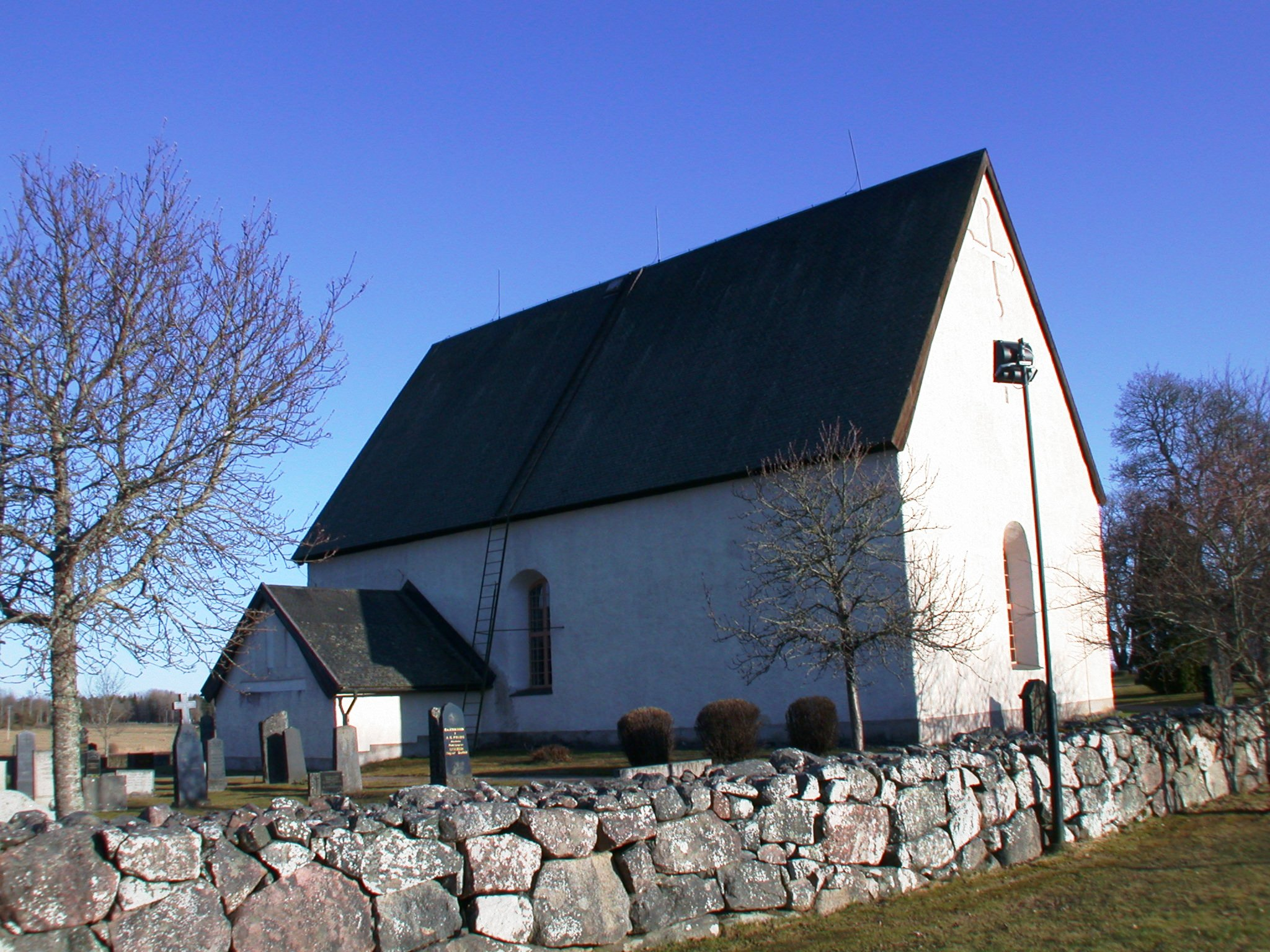
Ekeby kyrka
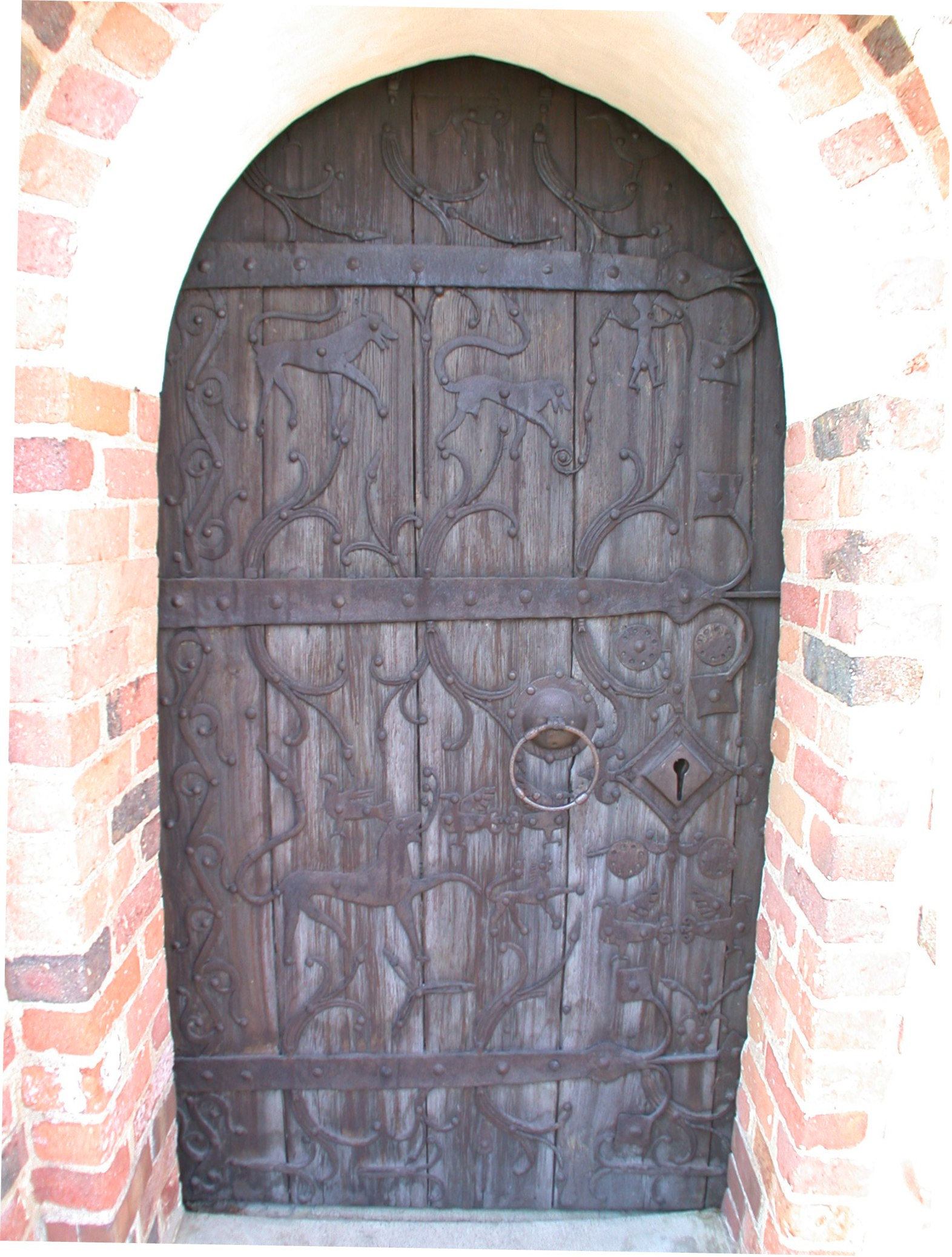
Dörren från den gamla kyrkan med smide i 1200-talsstil
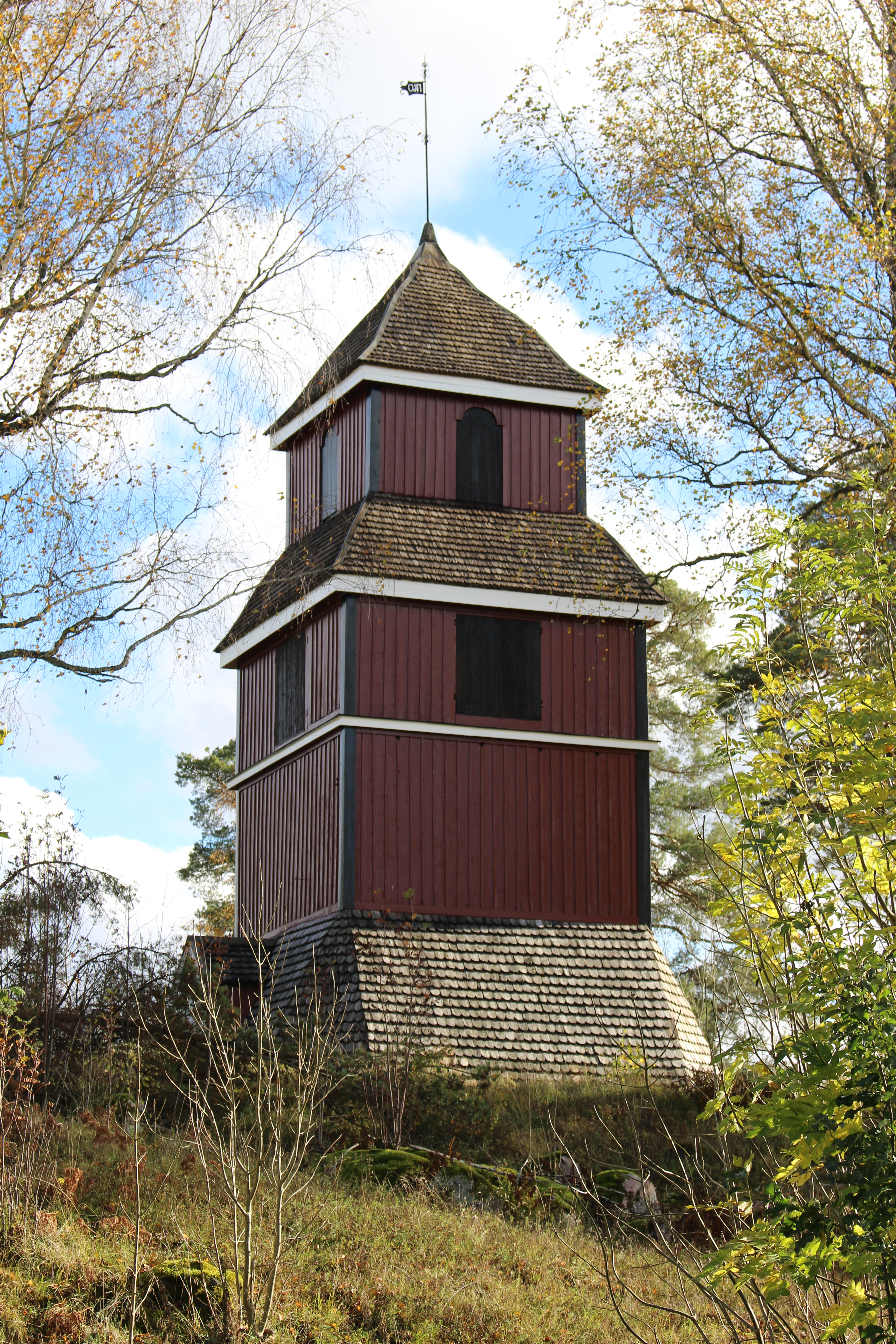
Klockstapel